# Vuelo 1455 de Southwest Airlines
El vuelo 1455 de Southwest Airlines fue un vuelo regular de pasajeros desde el Aeropuerto Internacional Harry Reid, Las Vegas, Nevada al aeropuerto de Burbank-Glendale-Pasadena, Burbank (California), que sufrió una salida de pista durante su aterrizaje el 5 de marzo de 2000. La aeronave, un Boeing 737-3T5,  con registro N668SW, quedó detenida en una calle de la ciudad junto a una gasolinera. La Oficina Nacional de Seguridad en el Transporte descubrió que el incidente se debió a que los pilotos intentaron aterrizar con una velocidad excesiva. También descubrieron que el controlador les había guiado a una posición donde su única opción fue un aterrizaje frustrado. Dos de los pasajeros resultaron heridos de gravedad, y otros muchos resultaron con heridas de menor importancia. Como resultado del incidente, el aeropuerto instaló un Sistema de detención de materiales de ingeniería (EMAS) en el borde oriental de la pista del incidente. La aeronave fue declarada como siniestro total, convirtiendo así a este incidente en el décimo en que se perdía un Boeing 737-300. Este fue el primer accidente de consideración de la aerolínea en sus veintinueve años de historia.

## Aeronave y tripulación
La aeronave se trataba de un Boeing 737-3T5 (registro N668SW) de quince años de antigüedad. El 737 fue uno de los aviones más antiguos en la flota de Southwest, habiendo sido construido originalmente para Orion Airways en 1984. La aeronave contaba con dos motores turbofán CFM International CFM56-3B1.: 7–8 
El capitán fue Howard Peterson de 52 años, quien trabajaba para Southwest Airlines desde 1988 y tenía registradas 11000 horas de vuelo, incluyendo 9870 en el Boeing 737. El primer oficial fue Jeffrey D. Erwin de 43 años, que estaba en la compañía Southwest Airlines desde 1995 y contaba con 5032 horas de vuelo, de las cuales 2522 fueron en el Boeing 737.: 5–7 
Peterson había servido como piloto en las Fuerzas Armadas de los Estados Unidos desde 1970 hasta 1975, cuando comenzó a volar para United Airlines desde 1975 a 1977, y posteriormente con Wien Air Alaska desde 1977 a 1979, así como para Coleman Air Transport desde 1979 a 1980, antes de volar para EG&G de 1980 a 1988. Erwin también había servido como piloto en la Fuerza Aérea de los Estados Unidos de 1983 a 1995.

## Accidente
El vuelo 1455 había partido del Aeropuerto Internacional Harry Reid (LAS), Las Vegas, Nevada a las 16:50, con un retraso de más de dos horas respecto a su horario previsto debido a inclemencias meteorológicas en la zona.  A las 18:04:02, cuando el avión se encontraba a 19 nmi (35 km) al norte de la baliza exterior de BUR , el controlador de aproximación instruyó al avión a mantener 230 nudos (426 km/h) o más hasta nueva orden. El controlador posteriormente informó al capitán de que dirigiese al avión al patrón de aproximación entre otros dos vuelos. El capitán colacionó las instrucciones.
A las 18:04:42 el primer oficial informó al capitán de que la velocidad objetivo en el momento del aterrizaje debía ser de 138 nudos (256 km/h). Este valor estaba basado en los procedimientos estándar del Manual de Operaciones Aéreas de Southwest Airlines (FOM). A las 18:05:13 el capitán le dijo al primer oficial que el control aéreo les había indicado que debían permanecer a 230 nudos (426 km/h) o más "durante un rato."
A las 18:05:54 el controlador autorizó al vuelo 1455 a descender a 5000 pies (1524 m), y a las 18:07 autorizó al vuelo a descender a 3000 pies (914 m). A las 18:08 el controlador autorizó al vuelo 1455 a realizar una aproximación visual a la pista 8 con una restricción de mantenerse a 3000 pies o superior (sobre el nivel del mar) hasta superar el VOR de Van Nuys. Esta ayuda a la navegación se encuentra a aproximadamente 6 millas (10 km) de pista. Los datos del radar sugerían que el vuelo inició su descenso desde los 3000 pies (914 m) a unas 4 mi (6 km) de la pista.

Un Boeing 737-300 de Southwest Airlines similar al avión implicado.

Según la sección 4-4-12f del Manual de Información Aeronáutica, esta autorización de aproximación inmediatamente cancela cualquier asignación de velocidad previa. Según el informe final del accidente, las condiciones de tráfico no requerían que se mantuviese la velocidad asignada después de que el controlador autorizase al vuelo a descender a 3000 pies (914 m), pero el controlador no verbalizó en ningún momento la cancelación de velocidad asignada.
Los procedimiento de Southwest Airlines indicaban que el piloto que no estuviera a los mandos debía hacer advertencias de altitud a 1000, 500, 400, 300, 200, 100, 50, 30, y 10 pies (3 m). Además, se requerían avisos adicionales si no se reunían ciertas condiciones meteorológicas, en este caso la velocidad y la tasa de descenso. A las 18:09:32, un minuto y medio después de recibir la autorización de aproximación, y a unos 3000 pies (914 m) de altitud, el capitán empezó a ralentizar la aeronave mediante el despliegue de flaps.
A las 18:10:24 el sistema de alerta de proximidad al terreno (GPWS) comenzó a hacer sonar la alerta de "tasa de descenso" en cabina. El avión estaba descendiendo a una inclinación de siete grados, cuando el ángulo de descenso para la mayoría de aviones que aterrizaban en esta pista fue de 3 o 4 grados. Ambos pilotos ignoraron las advertencias. A las 18:10:44 el sistema de alerta de cabina comenzó a sonar. El capitán respondió a estas advertencias con "está todo bien."
El capitán afirmó después del accidente que al encontrarse a 500 pies (152 m) sabía que no estaba "en el punto," haciendo así una mención velada a que no se cumplían las condiciones para un aterrizaje seguro, en este caso debido al exceso de velocidad. El capitán más tarde afirmó que se había dado cuenta de que si no estaba "en el punto," los procedimientos indicaban una maniobra de motor y al aire para frustrar el aterrizaje. No pudo explicar por qué no realizó una maniobra de motor y al aire entonces. El primer oficial también indicó tras el accidente que estaba prevenido de que no se encontraban en la posición adecuada, pero dijo que creía que el capitán estaba llevando a cabo acciones correctivas.
El avión aterrizó en la pista mojada a 44 nudos (81 km/h) por encima de la velocidad objetivo. Además, la toma tuvo lugar a 2150 pies (655 m) del umbral de pista, unos 650 pies (198 m) más allá del margen de 1000 pies (305 m)-1500 pies (457 m) establecido en el manual operativo de Southwest Airlines. El capitán desplegó las reversas y entonces tanto él como el primer oficial aplicaron frenos manuales, pero según los hallazgos posteriores de la NTSB, bajo estas condiciones incluso aplicando el frenado máximo no hubiesen podido evitar que la aeronave se saliese al final de pista.
Incapaz de detenerse a tiempo, el Boeing 737 se salió al final de la pista 8. "La aeronave tomó tierra a aproximadamente 182 nudos (337 km/h), y unos veinte segundos más tarde, a aproximadamente 32 nudos (59 km/h), colisionó con una valla metálica y con un muro perimetral del aeropuerto." Finalmente quedó detenido en Hollywood Way, una calle de cuatro carriles, cerca de una gasolinera de Chevron. La sección de morro así como el tren delantero acabaron contra el asfalto, mientras que el resto del fuselaje permaneció intacto y no se vio comprometida la zona de fuselaje de los pasajeros.  Sin embargo, el 737 sufrió importantes daños a raíz del accidente y fue posteriormente desguazado.
La grabadora de voz de cabina captó al capitán del vuelo diciendo "Bueno, ahí va mi carrera," momentos después del accidente.

## Investigación
La NTSB concluyó que la causa probable del accidente fue el exceso de velocidad y el elevado ángulo de la senda de descenso (7 grados, en lugar de los 3 grados normalmente utilizados tanto en aproximaciones visuales como instrumentales), y el fallo de la tripulación de vuelo en abortar la aproximación al darse cuenta de que las condiciones no cumplían con las requeridas para una aproximación y aterrizaje estables. La acción del controlador aéreo fue indicada como factor contribuyente en el accidente: "Contribuyendo al accidente fue la posición indicada por el controlador para el avión de tal manera que no dejó más alternativas seguras a la tripulación de vuelo más allá de la maniobra de motor y al aire."
Meses más tarde, los pilotos fueron despedidos a causa del incidente. Southwest Airlines admitió que las acciones de los pilotos fueron negligentes.
En aquel momento, un portavoz de Southwest lo calificó como "el peor accidente" en la historia de la aerolínea. Expertos en seguridad aérea y pilotos sugirieron que el accidente fue un ejemplo perfecto donde "una aproximación a alta velocidad aérea y de descenso e inestable" es peligrosa, y cómo de inadecuados son los márgenes de seguridad de las pistas de Burbank (así como de aeropuertos similares).
La gasolinera con la que estuvo a punto de colisionar el avión fue más tarde clausurada y demolida por motivos de seguridad. La parcela fue dedicada al ajardinamiento de la zona.

## Heridos
De las 142 personas a bordo, dos pasajeros resultaron seriamente lesionados; cuarenta y un pasajeros y el capitán resultaron heridos leves; y 94 pasajeros, 3 tripulantes de cabina de pasajeros, y el primer oficial resultaron ilesos. La aeronave sufrió importantes daños exteriores y algunos daños en el interior de la cabina de pasajeros.
El 737 atrapó a un coche en Hollywood Way, quedando el capó del vehículo debajo de la aeronave. Sin embargo, los dos ocupantes del vehículo (el conductor y su hija de cuatro años) resultaron ilesos. No se notificaron otros afectados en tierra.
Durante la secuencia del accidente, el tobogán de evacuación de la puerta delantera de servicio (1R) se infló en el interior del avión; el tren de morro colapsó; y los dos asientos delanteros de tripulantes de cabina de pasajeros, ocupadas por dos de estos, colapsaron parcialmente.
El tobogán de evacuación inflable bloqueó ambas puertas delanteras impidiendo su uso para evacuación de este, e impidiendo que los dos tripulantes de pasajeros delanteros ayudasen en el abandono del aparato. No hubo fuego, pero si hubiera habido un incendio, este tobogán defectuoso habría afectado dramáticamente a la capacidad de supervivencia de los ocupantes. Como resultado de este hecho, la NTSB emitió una recomendación de seguridad para reemplazar los soportes de pestillo de la cubierta deslizante en los compartimentos deslizantes delanteros de todos los modelos antiguos de Boeing 737 por los soportes de pestillo instalados en los modelos posteriores.

## Medidas de seguridad adicionales
Al igual que en la pista 4R/22L del aeropuerto nacional de Little Rock, sitio del accidente con salida de pista del vuelo 1420 de American Airlines, la pista 8/26 de Burbank estaba exenta de la zona normalizada de seguridad de pista de 1000 pies (305 m). La NTSB citó este accidente en sus recomendaciones para la instalación de Sistema de detención de materiales de ingeniería (EMAS) en aquello aeropuertos sin capacidad para instalar la zona de seguridad de pista de 1000 pies (305 m) (RSA). Un EMAS valorado en 4000000 de dólares fue posteriormente instalado como resultado de este accidente en el aeropuerto de Burbank.
El viernes 13 de octubre de 2006 el EMAS de Burbank detuvo un reactor privado sin que se produjeran daños a la aeronave o los pasajeros.
El 6 de diciembre de 2018, detuvo un 737-700 de Southwest (N752SW), con 117 personas a bordo. No se registraron heridos ni daños a la aeronave.

## Disputa con la ciudad de Burbank
La ciudad de Burbank demandó que Southwest Airlines le pagase un recibo de 40000 dólares por su servicio, incluyendo el tiempo extra de policías y bomberos, en relación con el accidente del 5 de marzo de 2000. Southwest se negó a pagar afirmando que la aerolínea tiene derecho a los servicios de emergencia ya que paga impuestos a la ciudad.